# Ein Sommer in Vietnam
Ein Sommer in Vietnam ist ein deutscher Fernsehfilm von Sophie Allet-Coche aus dem Jahr 2018. Bei dem Zweiteiler des ZDF-Herzkino-Sonntagsfilms handelt es sich um die siebenundzwanzigste Folge der Filmreihe Ein Sommer in …, die an wechselnden Schauplätzen der Welt spielt.

## Handlung
Paula Friedrich landet am Flughafen von Hanoi, wo sie sich für die Arbeitsstelle als Sous-Köchin in einem Luxushotel beworben hat. Vor Ort sendet der Reisepass-Scanner am Flughafen das Signal, sie sei bereits in Vietnam eingereist. Von den Verantwortlichen wird sie gezwungen, ihren Pass vorerst diesen zu überlassen und kann so nicht rechtzeitig zu ihrem Vorstellungstermin erscheinen. Als sie Opfer eines Überfalls wird und sich dabei Verletzungen zuzieht, kommt Paula ins Krankenhaus, wo sie der deutsch-vietnamesische Arzt Danh Cao behandelt, den sie sehr sympathisch findet.
Nach der Entlassung kehrt sie zu ihrem Hotel zurück, wo sie von ihrem Anwalt Jan Kopetzki erwartet wird. Dieser verkündet ihr, dass die Passkontrolle womöglich ihre Zwillingsschwester Marie erkannt habe, die wie sie nach der Geburt von den Behörden der DDR zur Adoption freigegeben wurde. Kopetzki teilt ihr außerdem mit, dass ihre leibliche Mutter vor zwei Jahren gestorben sei und dass die beiden Zwillingsschwestern ein Mietshaus in Berlin geerbt hätten. Paula begibt sich sofort auf die Suche nach ihrer Zwillingsschwester, was sich sehr schwierig gestaltet. Als sie Marie endlich gefunden hat, will diese nichts von ihr wissen. Paula kehrt frustriert in ihr Hotel zurück, dort bemerkt sie, dass ihre Wertsachen verschwunden sind. Ein Zettel am Spiegel informiert darüber, dass ihr Noch-Ehemann Lars alles mitgenommen habe und im Beach-Resort auf sie warte.
Derweil ist Danh auch an Marie interessiert, nicht weil sie Paulas Zwillingsschwester ist, sondern weil sie in illegale Adoptionsverfahren verstrickt zu sein scheint. Als sich die Verdachtsmomente gegen Marie während einer geplatzten Säuglingsübergabe erhärten, kommt es zwischen Paula und Danh zum Zerwürfnis. Dieser hatte ihr zuvor versprochen, Marie bei seinen Ermittlungen außen vorzulassen. Paula fährt daraufhin zu ihrer Nichte und dem Lebensgefährten von Marie, dem Chef der Bande. Sie findet dort später entsprechende Unterlagen die dieses beweisen, was Gabriel nicht entgeht. Nach einem kleinen Exkurs in Ananas und K.-o.-Tropfen gibt es dann aber ein Happyend.

## Hintergrund
Die Dreharbeiten von Ein Sommer in Vietnam erstreckten sich vom 3. Mai 2017 bis zum 16. Dezember 2017 an Schauplätzen in Vietnam, wie etwa Hanoi. Für Regisseurin Sophie Allet-Coche war es nach Ein Sommer in Ungarn der zweite Film, den sie für die ZDF-Herzkino-Reihe inszenierte.

## Kritik
Die Kritiker der Fernsehzeitschrift TV Spielfilm zeigten für beide Teile mit dem Daumen zur Seite, sprachen von einem „TV-Familienmelodram“ mit „bittere[n] Erkenntnisse, Liebe, Leid, Intrigen und fernöstliche[n] Lebensweisheiten – in epischer Länge!“ und fassten kritisch für sich zusammen: „Ein Schicksals-Bilderbogen für Romantiker“. Mit „prächtige[n] Landschaftsaufnahmen“ und „ganz ansprechende[n] Leistungen des Ensembles“ sei Teil 2 einer der besseren auf diesem Sendeplatz.